# Sommet protubérant
Pour les articles homonymes, voir Protubérance et Dépassement (homonymie).

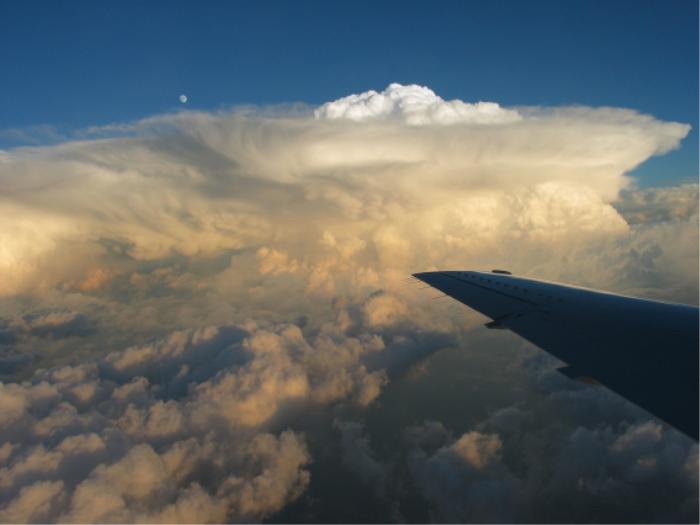
Un dôme de dépassement clairement visible au sommet du cumulonimbus, au-dessus de l’enclume

Un sommet protubérant est la partie d’un cumulonimbus à maturité qui dépasse le haut de l’enclume (cumulonimbus incus) avant de s'effondrer et qui prend l'apparence générale d’un dôme,. Ce dôme est le signe d’un fort courant ascendant au cœur de l’orage et sa persistance durant une longue période est un indice d’un orage violent.

## Terminologie
D'abord nommé Overshooting Top par les chercheurs américains, l’Organisation météorologique mondiale traduit ce terme en français par sommet protubérant. On pourrait également utiliser dôme de dépassement, dôme perçant la tropopause, dôme stratosphérique ou lui assigner le terme de Cumulonimbus tholus (du latin tholus pour coupole). Le terme sommet pénétrant est également fréquemment utilisé par les chasseurs d'orages français en allusion à la pénétration du nuage dans la stratosphère. 

## Formation

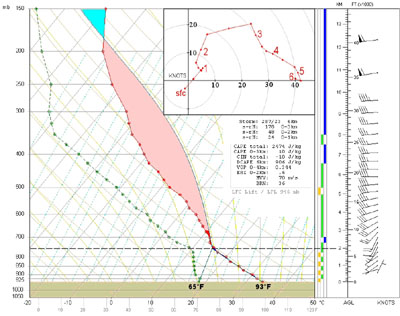
Skew-T qui montre le chemin de la parcelle d'air convective par rapport à l'environnement. La surface en rose représente l'énergie potentielle de convection disponible acquise sous le point d'équilibre et l'aire bleu est le freinage convectif après le passage dans la tropopause.

La formation d’un cumulonimbus est due à la présence d’une masse d’air humide et instable. Lorsque la température de surface augmente ou qu’un déclencheur soulève une partie de la basse troposphère, la température de la parcelle d’air affectée deviendra plus chaude que l’environnement. Elle sera alors moins dense et continuera son mouvement vertical selon la poussée d’Archimède. La vapeur d'eau se condensera lorsque la saturation sera atteinte. C'est ce qui forme le nuage, puis les précipitations.
Tant que la parcelle, même après condensation d’une partie de sa vapeur d’eau, reste plus chaude que l’environnement, le courant ascendant demeure en accélération. On appelle le niveau d’équilibre, l’altitude à laquelle les températures s’égalisent entre la parcelle et l'environnement. À ce niveau, la poussée d’Archimède devient nulle et la vitesse ascensionnelle est maximale. Par la suite, dans une atmosphère typique la parcelle continue la décroissance de température selon le taux adiabatique humide alors que celle de l’environnement diminue moins lentement ou reste stable. La parcelle est maintenant plus froide que l’environnement et la poussée change de direction vers le bas, ce qui ralentit la montée. Ce processus est similaire à un système masse-ressort qui oscille en dépassant son point d’équilibre.
Si le niveau d'équilibre est à la tropopause, le courant-jet étale le sommet du cumulonimbus pour former une enclume mais à l'emplacement du fort courant ascendant, le nuage peut continuer à croître en un dôme nuageux qui dépasse l'enclume.

## Orage violent

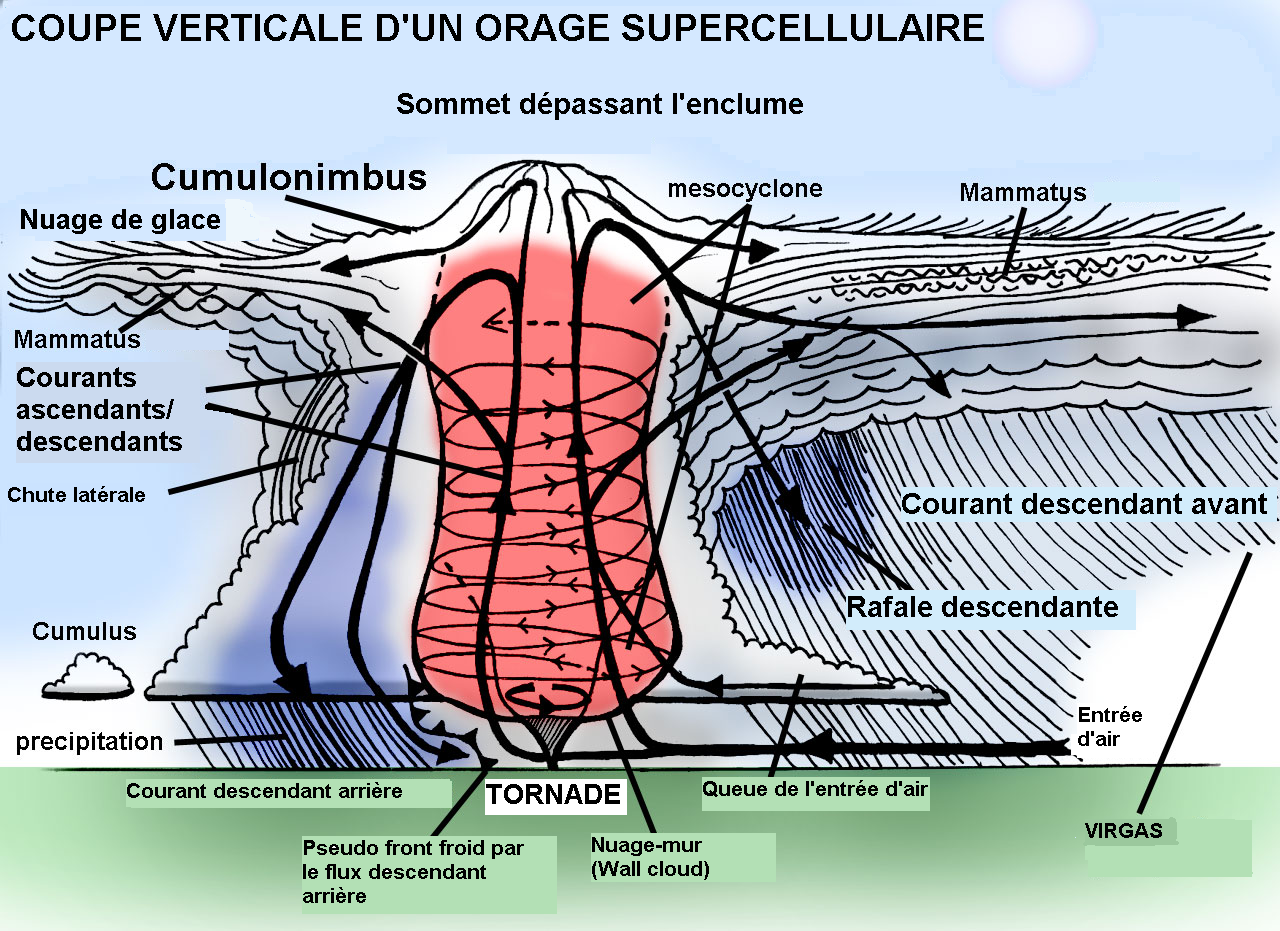
Structure d'un orage supercellaire avec les mouvements de l'air par les flèches noires, incluant la circulation le dôme de dépassement.

La plupart des cumulonimbus présentent un dôme à un moment ou un autre de leur vie car ils ont tous un courant ascendant. Quand l’instabilité est faible, le mouvement vertical est lui aussi faible et la température de l’air de la parcelle en ascension a tendance à se modifier, par conduction thermique, vers celle de l’environnement. Le dépassement sera minime. Par contre, quand l’énergie potentielle de convection disponible (EPCD) est grande, seule la bordure extérieure du courant sera affectée et le dépassement peut être important et même atteindre la stratosphère. 
Un dôme qui persiste indique un très fort courant et donc un orage potentiellement violent. Si le dôme se gonfle et dégonfle cycliquement, l’orage est pulsatif et donc instable. Généralement, ce genre de cumulonimbus ne donne pas de phénomènes violents comme de la grêle, des rafales descendantes ou des tornades mais peut être associé à une pluie torrentielle. 
Par contre, si le dôme se maintient plus de dix minutes, cela indique un orage puissant et de longue durée, probablement un orage supercellulaire. Ce type est celui le plus souvent associé avec les phénomènes violents.  Durant une tornade, le dôme peut se déplacer ou s’écraser pendant qu’un second dôme se reforme montrant le déplacement de l’axe du courant ascendant dans l’orage. Si la tornade est de longue durée, l’enclume et le dôme peuvent chuter de plusieurs centaines de mètres.